# 8 d'abril
El 8 d'abril és el noranta-vuitè dia de l'any del calendari gregorià i el noranta-novè en els anys de traspàs. Queden 267 dies per a finalitzar l'any.

## Esdeveniments
Països Catalans
- 1888 - Barcelona: S'obre l'Exposició Universal.[1]
- 1900 - Lleida, Segrià: s'hi publica el primer número del setmanari "La Comarca de Lleyda".[2]
- 1928 - Ràdio Barcelona retransmet el partit Irún-Barça, és la primera emissora de ràdio que emet un partit del Barça.
- 1938 - Catalunya: tres dies després d’ocupar Lleida, el govern franquista va aprovar una llei que abolia l'Estatut català.[3]
- 1998 - Girona, Gironès: fou inaugurat el Museu del Cinema-Col·lecció Tomàs Mallol.

Resta del món
- 1378 - Ciutat del Vaticà, Roma: L'elecció de l'arquebisbe de Bari Bartolomeo Prignano com a papa Urbà VI, 1378-1389) provocarà l'inici del Cisma d'Occident el dia 20 de setembre
- 1455 - Ciutat del Vaticà, Estats Pontificis: el conclau escull papa el cardenal valencià Alfons de Borja, que regnarà amb el nom de Calixt III
- 1546: el Concili de Trento adopta la Vulgata com a versió oficial de la Bíblia.
- 1867 - París, França: s'inaugura l'exposició universal
- 1876 - Milà: S'estrena La Gioconda, una òpera d'Amilcare Ponchielli, al Teatre de La Scala de Milà.
- 1957 - Egipte: es reobre de nou el Canal de Suez després de la Guerra de Suez[4]
- 1966: El comitè central del Partit Comunista de la Unió Soviètica escull Leonid Bréjnev com a secretari general
- 1972 - Kjell Isaksson bat, amb 5,51 m, el rècord del món de salt de perxa masculí[5]
- 1994 - Seattle, Washington, EUA: es descobreix el cos del cantant Kurt Cobain a casa seva
- 2003
  - Bagdad, Iraq: el periodista gallec José Couso i el càmera Taras Prostyuk moren com a conseqüència d'un atac estatunidenc a l'Hotel Palestina
  - Bàssora, Iraq: les tropes italianes ocupen la ciutat en la Segona Guerra d'Iraq
- 2005, Ciutat del Vaticà: enterrament multitudinari del Papa Joan Pau II

## Naixements
Països Catalans
- 1759 - Mataró: Francesc Marxuach Julià, comerciant de blondes i encaixos de Mataró.
- 1770 - Girona, Corregiment de Girona: Josep Pons, compositor català del classicisme.
- 1861 - València: Vicent Peydró i Díez, compositor valencià de sarsuela (m. 1938).
- 1863 - Barcelona: Josep Llimona i Bruguera, escultor, un dels millors representants de l'escultura modernista catalana.[6]
- 1913 - Olot: Joan Teixidor i Comes, escriptor i editor català.
- 1916 - Parets d'Empordà: Ferran Viader i Gustà, erudit genealogista, heraldista i historiador vocacional (m. 2006).
- 1950 - València: Glòria Marcos i Martí, política i professora valenciana.[7]
- 1966 - Vic, Osona: Melcior Mauri i Prat, ciclista català.
- 1970: 
  - Mataró, Maresme: Care Santos, escriptora catalana.[8]
  - Lleida: Marta Camps i Torrens, llicenciada en geografia i història i política catalana, ha estat diputada al Parlament.[9]
  - Sant Feliu de Llobregat: Lídia Muñoz Cáceres, politòloga i política catalana que fou regidora i alcaldessa de Sant Feliu de Llobregat.[10]
- 1979 - La Vila Joiosa: Marta Baldó, ha estat gimnasta rítmica, bicampiona del món i medalla d'or als Jocs Olímpics d'Atlanta 1996.

Resta del món
- 563 aC, Lumbini, actual Nepal: Siddharta Gautama, Buda.[11]
- 566, Chang'an (Xina): Li Yuan, Emperador Gaozu de Tang, primer emperador de la Dinastia Tang.(m. 635).[12]
- 1320, Coïmbra, Regne de Portugal: Pere I de Portugal, rei de Portugal.
- 1336, Xahrisabz: Tamerlà, militar mongol (m. 1405).
- 1605, Valladolid, Regne de Castella: Felip IV de Castella, rei d'Espanya i Portugal.
- 1692, Pirano, República de Venècia: Giuseppe Tartini, compositor i violinista italià (m. 1770).[13]
- 1694, Spa, Remacle Le Loup, dibuixant (m. 1746).
- 1764, Meulan-en-Yvelines: Sophie de Grouchy, filòsofa, escriptora, salonnière i traductora francesa del segle xviii (m. 1822).[14]
- 1827, 
  - Southampton, Anglaterra: Barbara Bodichon, pedagoga, artista britànica, activista pels drets de les dones (m.1891).[15]
  - Cabo Rojo, Puerto Rico: Ramón Emeterio Betances Alacán, nacionalista de porto-riqueny.
- 1875, Brussel·les, Bèlgica: Albert I de Bèlgica, rei de Bèlgica (m. 1934).[16]
- 1883, Glasgow (Escòcia): Muriel Robertson, protozoòloga i bacteriòloga a l'Institut Lister de Londres (m. 1973).[17]
- 1892, Toronto, Canadà: Mary Pickford, actriu canadenca.[18]
- 1902, Madrid: Rosa García Ascot, compositora i pianista espanyola, membre del Grup dels vuit (m. 2002).[19]
- 1904, Warwick, Warwickshire, Regne Unit: John Hicks, economista anglès guardonat amb el Premi Nobel d'Economia el 1972 (m. 1989).[20]
- 1911, Saint Paul (Minnesota), Estats Units d'Amèrica: Melvin Calvin, químic nord-americà, Premi Nobel de Química de 1961 (m. 1997).[21]
- 1912, Oslo, Noruega: Sonja Henie, patinadora artística sobre gel noruega, nacionalitzada estatunidenca (m. 1969).[22]
- 1920, Harlem, Nova York: Carmen McRae, cantant de jazz nord-americana.[23]
- 1921, Ancona, Itàlia: Franco Corelli, tenor italià (m. 2003).[24]
- 1924, Berlín: Ursula Hanke-Förster, escultora, artista i dissenyadora alemanya (m. 2013).[25]
- 1929
  - Brussel·les (Bèlgica): Jacques Brel, cantant belga (m. 1978).[26]
  - Viena, Àustria: Walter Berry, baix-baríton austríac.
- 1933, Aiun, França: Marcel Rohrbach, ciclista francès.
- 1938, Kumasi, Ghana: Kofi Annan, polític ghanès, secretari general de l'ONU i Premi Nobel de la Pau l'any 2001 (m. 2018).[27]
- 1941, Derbyshire, Anglaterra: Vivienne Westwood, dissenyadora de moda, relacionada amb l'estètica punk i New Wave.[28]
- 1943, Filadèlfia, Pennsilvània, Estats Units: Jack O'Halloran, actor i exboxejador.[29]
- 1953, Tunis, Tunísia: Pierre Haski periodista tunisià.
- 1955, Auburn, Califòrnia, Estats Units: Kane Hodder, actor estatunidenc.
- 1957, Riga: Sarmīte Ēlerte, periodista i política letona, que fou Ministra de Cultura de Letònia.[30]
- 1960, Cartagena: Eulalia Sintas Martínez, arqueòloga i historiadora espanyola (m. 2013).
- 1964,
  - Zheijiang, Jiangsu (Xina): Ge Fei, escriptor xinès, premi Mao Dun de Literatura de 2015.[31]
  - Copenhaguen, Dinamarca: Janne Teller, macro-economista i escriptora danesa de llibres de ficció.
- 1966, Dallas, Texas (EUA): Robin Wright, actriu estatunidenca.[32]
- 1969, 
  - Montijo, Portugal: Dulce Pontes, cantant portuguesa.[33]
  - Longueuil, Quebec: Martine Ouellet, política canadenca.[34]
- 1975, La Haia: Anouk, cantant i compositora de rock neerlandesa.
- 1983, Moscou: Anastassia Iermakova nedadora de natació sincronitzada russa, guanyadora de quatre medalles olímpiques.
- 1984, Candelara, Itàlia: Lucia Pietrelli, escriptora, poetessa i traductora italiana en català.[35]
- 1994, Egino, Asparrena, Àlaba: Lourdes Oyarbide Jiménez, ciclista basca professional des del 2013.

## Necrològiques
Països Catalans
- 1225 - Santa Maria de Vallbona de les Monges: Berenguera d'Anglesola –després Berenguera de Cervera–, cofundadora i benefactora del monestir de Santa Maria de Vallbona (n. 1146).[36]
- 1963 – Petra: Miriam Astruc, arqueòloga francesa, pionera en l'arqueologia feniciopúnica.[37]
- 1966 – Barcelona: Joan Sedó i Peris-Mencheta, col·leccionista i cervantista català (n. 1908).[38]
- 1975 – Perpinyà, Rosselló, Catalunya Nord: Carles Grandó, narrador, dramaturg i poeta nord-català (n. 1889).[39]
- 2007 – Torroella de Montgrí, Baix Empordà: Enric Vilà i Armengol, fiscorn i compositor de sardanes català.
- 2011 – Barcelona: Alfred Lucchetti i Farré, actor català (n. 1934).[40]

Resta del món
- 217, Pàrtia, Imperi Part: Caracal·la, emperador romà.
- 1302, Barcelona: Constança de Sicília, reina d'Aragó i de València, comtessa de Barcelona i reina de Sicília, casada amb el rei Pere el Gran (n. 1249).
- 1662, Sorø: Birgitte Thott, escriptora i traductora danesa, erudita i feminista (n. 1610).[41]
- 1835, Berlín, Prússia: Wilhelm von Humboldt, lingüista prussià (n. 1767)[42]
- 1844: Viena: Ignaz Franz von Mosel, crític musical i historiador de la música (n. 1772).[43]
- 1848, Bèrgam: Gaetano Donizetti compositor d'òpera italià (n. 1797).[44]
- 1884, Londres: Anthony Panizzi, bibliotecari i filòleg italià, establert a Londres, pare de la catalogació documental moderna (n. 1797).
- 1914, París: Hubertine Auclert, militant feminista i editora francesa (n. 1848).[45]
- 1920, Nova York: Charles Griffes, pianista i compositor nord-americà (n. 1884).[46]
- 1928, París: Madeleine Lemaire, pintora i aquarel·lista francesa especialitzada en obres de gènere acadèmic i en flors (n. 1845).[47]
- 1931, Estocolm, Suècia: Erik Karlfeldt, poeta suec i Premi Nobel de Literatura el 1931 (n. 1864).[48]
- 1936, Uppsala, Suècia: Robert Barany, metge austríac i Premi Nobel de Medicina o Fisiologia el 1914 (n. 1876).[49]
- 1939, Madrid, Espanya: Emilio Serrano Ruiz, compositor i pianista espanyol.
- 1950, Londres, Regne Unit: Vàtslav Nijinski, ballarí de dansa clàssica polonès (n. 1890).[50]
- 1955, Linz, Àustria: Enrica von Handel-Mazzetti, escriptora austríaca.[51]
- 1968 - Uppsala, Suècia: Astrid Cleve, botànica, geòloga i química sueca (n. 1875).[52]
- 1973, Mogins, Provença, França: Pablo Picasso, pintor i escultor espanyol (segons altres fonts, el 3 d'abril).[53]
- 1981, Nova York (EUA): Omar Bradley, va ser un dels principals comandants americans de camp al Nord d'Àfrica i a Europa durant la Segona Guerra Mundial (n. 1893).[54]
- 1984, Moscou, RSFS de Rússia: Piotr Leonídovitx Kapitsa, físic soviètic guardonat amb el Premi Nobel de Física l'any 1978 (n. 1894).[55]
- 1986 - Tòquio, Japó: Yukiko Okada, popular cantant, ídol japonès dels anys 80 (n. 1967)
- 1992, Roma, Itàlia: Daniel Bovet, farmacòleg italià d'origen suís, guardonat amb el Premi Nobel de Medicina o Fisiologia l'any 1957 (n. 1907).[56]
- 1993, Nova York, Estats Units: Marian Anderson, contralt estatunidenca (n. 1899).[57]
- 1996, Mesa, Arizona, Estats Units: Ben Johnson, actor estatunidenc.
- 1998, Mèrida, Veneçuelaː Modesta Bor, compositora veneçolana de gran rellevància, pianista i directora coral (n. 1926).[58]
- 2000, Newport Beach, Califòrnia: Claire Trevor, actriu estatunidenca (n. 1910).
- 2002, Ciutat de Mèxic, Mèxic: María Félix, actriu mexicana.[59]
- 2007, Nova York: Sol LeWitt, artista nord-americà (n. 1928).
- 2011, Montevideoː Elena Zuasti, actriu uruguaiana de teatre i comèdia (n. 1935).[60]
- 2013:
  - Madrid, Espanya: Sara Montiel, actriu i cantant espanyola.[61]
  - Londres, Regne Unit: Margaret Thatcher, política anglesa, Primera Ministra del Regne Unit de 1979 a 1990 (n. 1925).[54]
- 2014, Palm Springs (Califòrnia): Adrianne Wadewitz, estudiosa feminista de la literatura britànica del segle xviii, destacada viquipedista i analista de la Viquipèdia (n. 1977).
- 2016, Tucson, Arizona: Elizabeth Roemer, astrònoma nord-americana especialitzada en l'estudi d'estels i asteroides (n. 1929).[62]
- 2017, San Donato Milanese: Rita Orlandi Malaspina, soprano operística italiana (n. 1937).[63]
- 2024:
  - Gautegiz-Arteaga: José Antonio Ardanza, lehendakari d'Euskadi entre 1985 i 1999 (n. 1941).
  - Edimburg: Peter Higgs, físic anglès (n. 1929).

## Festes i commemoracions
- Festa local de Rellinars, a la comarca del Vallès Occidental
- Festa de la Segregació de Sant Antoni de Benaixeve (a la comarca del Camp de Túria) respecte de Paterna (a l'Horta Oest)
- Dia Internacional del Poble Gitano
- Santoral:[64]
  - Sant Asíncrit d'Hircània
  - Sants Hermas de Dalmàcia, Flegó de Marató i Herodió de Patras, tres dels Setanta deixebles
  - Sant Dionís de Corint, bisbe
  - Sant Joan d'Organyà, confessor premonstratenc;[65]
  - Beat Julià de Sant Agustí, dominic
  - Beat Domingo Iturrate, trinitari
  - Venerable Giovanna Battista Solimani, fundadora de les Eremites de Sant Joan Baptista.
- A la comunitat de Santa Maria de Vallbona de les Monges: sant Ramon de Vallbona